# Bamun Sualkuchi
Bamun Sualkuchi là một thị trấn thống kê (census town) của quận Kamrup thuộc bang Assam, Ấn Độ.

## Nhân khẩu
Theo điều tra dân số năm 2001 của Ấn Độ, Bamun Sualkuchi có dân số 7123 người. Phái nam chiếm 49% tổng số dân và phái nữ chiếm 51%. Bamun Sualkuchi có tỷ lệ 74% biết đọc biết viết, cao hơn tỷ lệ trung bình toàn quốc là 59,5%: tỷ lệ cho phái nam là 80%, và tỷ lệ cho phái nữ là 67%. Tại Bamun Sualkuchi, 10% dân số nhỏ hơn 6 tuổi.